# Mars Environmental Dynamics Analyzer

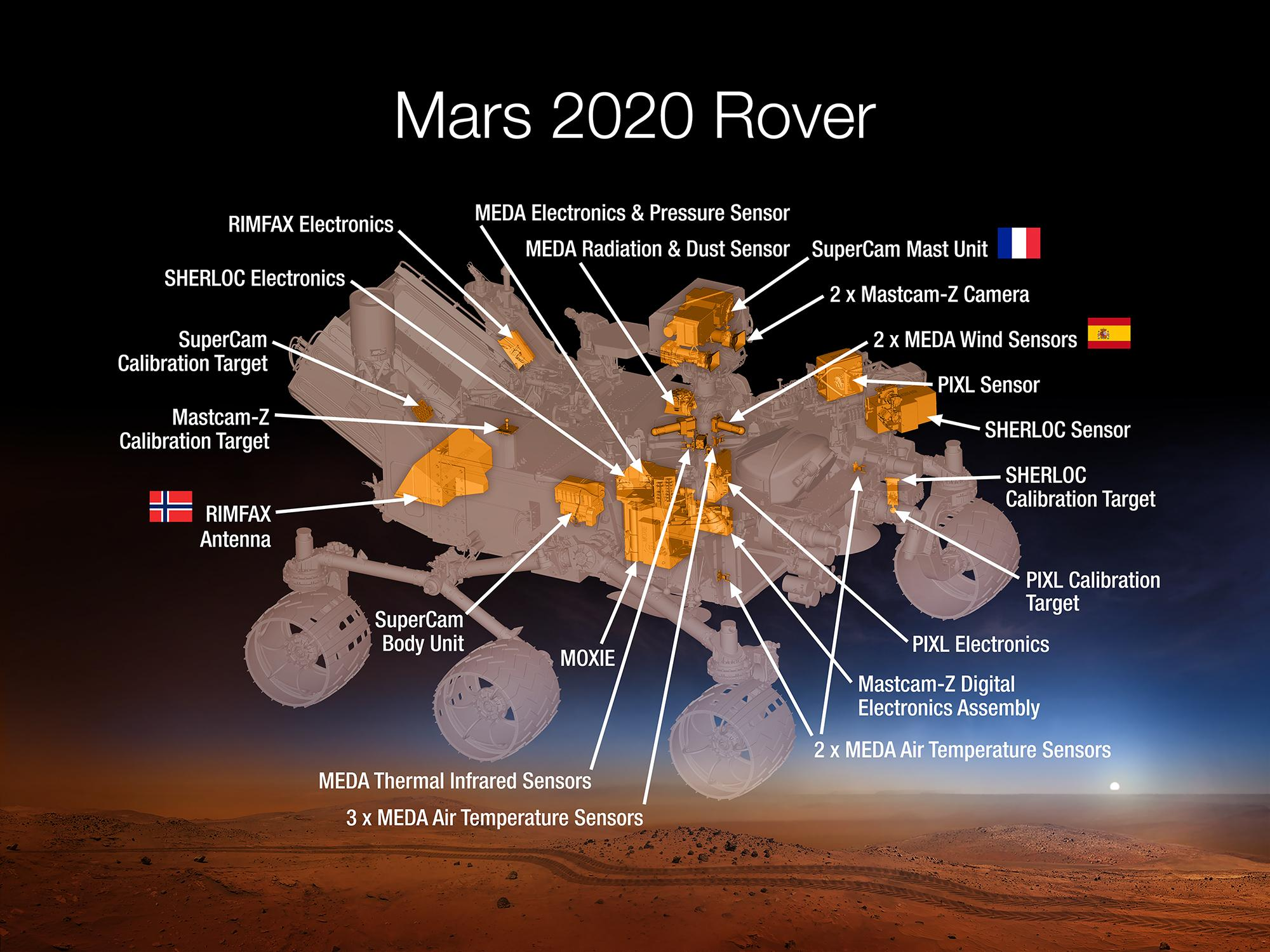
Instrumentos del rover

El Mars Environmental Dynamics Analyzer (MEDA, por sus siglas en inglés; Analizador de dinámicas medioambientales de Marte en español) es un instrumento a bordo del vehículo Perseverance de la misión Mars 2020 que realiza mediciones del clima, incluida la velocidad y dirección del viento, la temperatura y la humedad, y también mide la cantidad y el tamaño de las partículas de polvo en la atmósfera marciana.
Los sensores están ubicados en el mástil del rover y en la cubierta, parte delantera e interior del cuerpo del rover. Registra los datos si el rover está activo o no, tanto de día como de noche. Este instrumento fue desarrollado por el Centro de Astrobiología de Madrid (España) perteneciente al INTA siendo la tercera vez que un instrumento desarrollado por esta institución viaja a Marte. El investigador principal de este instrumento es José Antonio Rodríguez Manfredi y el investigador principal adjunto es Manuel de la Torre Juarez (Laboratorio de Propulsión a Reacción, JPL-NASA)
La misión también cuenta con un equipo de coinvestigadores, con una mayoritaria representación nacional española procedentes del Instituto Nacional de Técnica Aeroespacial (INTA), Universidad del País Vasco (UPV/EHU), Universidad de Alcalá (UAH) e Instituto de Química Física Rocasolano (IQFR-CSIC).
MEDA tiene 5,5 kg de peso total. El instrumento posee múltiples sensores que le permiten medir la presión atmosférica, la dirección y velocidad del viento, la temperatura del suelo y del aire a varios niveles de altura, la humedad relativa, la radiación solar incidente en los rangos ultravioleta, infrarrojo y visible, y las propiedades del polvo en suspensión. Además dispone de una cámara para tomar imágenes del cielo y caracterizar las nubes marcianas y la presencia de polvo en suspensión. MEDA dispone de su propia unidad de control y puede funcionar de manera autónoma incluso en periodos de tiempo en los que el rover Perseverance está inactivo.
El principal objetivo de MEDA es la caracterización de la atmósfera marciana. Sus datos ayudarán a mejorar y refinar los modelos atmosféricos del planeta, lo que permitirá predecir el clima y será de gran valor para preparar futuras misiones tripuladas. También servirán para estudiar en profundidad el papel que desempeña el polvo marciano en los procesos químicos que tienen lugar en la superficie y en la atmósfera, y que afectan a la temperatura y al clima. Igualmente se espera que ayude a estudiar la radiación procedente del sol y del espacio, que puede alterar los rastros de cualquier vida pasada en las rocas de Marte y ofrecerá información sobre cómo se produce el intercambio de vapor de agua entre el suelo y la atmósfera marciana.
Tras el amartizaje del Perseverance el 18 de febrero de 2021, el instrumento MEDA se encendió el 20 de febrero y confirmó que el sistema estaba sano y salvo y que todos los sensores del instrumento funcionaban con normalidad.